# دیپ فریز (نرم‌افزار)
دیپ فریز (انگلیسی: Deep Freeze) نرم‌افزاری برای جلوگیری از ایجاد تغییرات ناخواسته توسط کاربران است. این نرم‌افزار این امکان را فراهم می‌کند تا فقط کسانی که دسترسی مدیریتی دارند بتوانند روی کامپیوتر نرم‌افزار نصب کنند یا تغییرات اساسی دهند.